# Jan Mallinckrodt
Jan Mallinckrodt (Riouw (Nederlands-Indië), 11 februari 1886 - Zwollerkerspel, 9 juli 1951) was een Nederlands militair.

## Biografie
In de Tweede Wereldoorlog was hij majoor der Infanterie. In die functie hielp hij in mei 1940 bij het vliegveld Valkenburg (bij Katwijk), nabij Leiden en Wassenaar, met het afslaan van de aanval van Duitse parachutisten op de residentie Den Haag. In de voordracht aan het Kapittel van de Militaire Willems-Orde wordt vermeld dat hij: 
...Heeft zich in den strijd door het bedrijven van uitstekende daden van moed, beleid en trouw onderscheiden door op vrijdag 10 mei 1940 na hevige gevechten het vliegveld Valkenburg op de Duitschers te heroveren en als één der eersten dit vliegveld en de hangars weder te betreden. Hij heeft zich gedurende dezen geheelen aanval steeds in de voorste gelederen bevonden. Op 13 mei 1940 heeft hij op eigen initiatief het boschperseel "De Pan" veroverd, daarbij zijn afdeeling zeer moedig aangevoerd en is hij als één der eersten dit boschperseel binnengedrongen. Gedurende de dagen 10 tot 14 mei en de daartusschen gelegen nachten zonder voldoende rust de overblijfselen van zijn bataljon met buitengewonen moed en bezielende leiding aangevoerd, hij is daarbij een zoodanig voorbeeld geweest voor zijn ondergeschikten, dat zij in staat zijn geweest te verrichten wat gedurende deze dagen door het bataljon gedaan is.
 Hij werd bij Koninklijk Besluit no. 6 van 24 augustus 1946 benoemd tot Ridder IVe klasse der Militaire Willems-Orde.
In 1946 werd Mallinckrodt eervol uit de dienst ontslagen.  Hij droeg ook het Oorlogsherinneringskruis met de gesp "NEDERLAND MEI 1940", het Mobilisatiekruis 1914-1918 en het Onderscheidingsteken voor Langdurige, Eerlijke en Trouwe Dienst met het getal XXXV.
In Valkenburg is een straat naar hem vernoemd, het "Majoor Mallinckrodtveld".

## Familie
Jan Mallinckrodt had een broer die ook militair was. Deze Gerard Anne Mallinckrodt (Semarang, 20 december 1889 - Bahia, 2 mei 1925) diende in de Eerste Wereldoorlog als officier in een interneringskamp bij Zeist voor gevluchte Belgische soldaten. De Belgische militairen in het kamp waren in opstand gekomen tegen het strenge beleid van generaal-majoor Knel, chef de camp de Zeist. Ze plunderden en vernielden de kantine en eisten de vrijlating van drie Belgen die waren opgesloten nadat ze hadden geprobeerd uit het kamp te ontsnappen. De volgende dag begonnen ze de Nederlandse kampbewaarders weer uit te schelden en te bekogelen met stenen. Knel gaf Mallinckrodt opdracht om met scherp te schieten met als resultaat acht doden en twee gewonden.